# La Salamandre (Vallotton)
Pour les articles homonymes, voir La Salamandre.
La Salamandre est un tableau réalisé par le peintre suisse Félix Vallotton en 1900. Cette détrempe sur carton représente une femme nue accroupie devant un poêle allumé. Elle est conservée au sein d'une collection privée.